# Tunnel de la Dombes

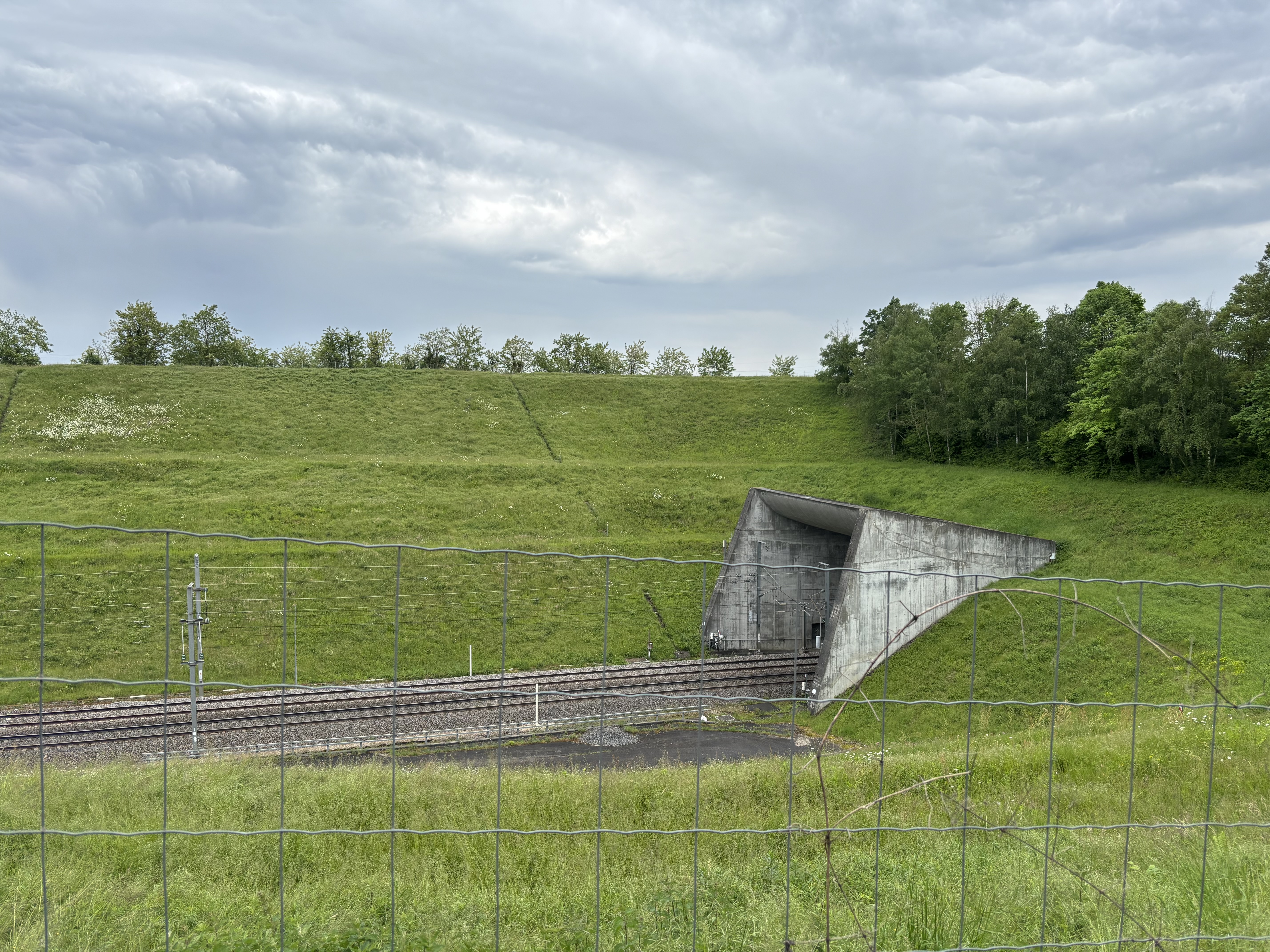
Entrée nord du tunnel de la Dombes

Le tunnel de la Dombes est un ouvrage d'art ferroviaire français de la LGV Rhône-Alpes.
Long de 501 mètres, le tunnel de la Dombes est réalisé sur la LGV Rhône-Alpes entre les points kilométriques (PK) 392,942 et 393,443 entre les gares de Mâcon-Loché-TGV et de Lyon-Saint-Exupery TGV.

## Caractéristiques
- Type : tunnel ferroviaire
- Pays : France.
- Département : Ain
- Commune : Beynost
- Nombre de tubes : 1
- Nombre de voies par tube : 2
- Longueur du tunnel : 501 m
- Mise en service : 13 décembre 1992
- Divers : le tunnel comprend un tube bidirectionnel à deux voies long de 501 mètres.

## Histoire
Le tunnel est officiellement mis en service le 13 décembre 1992 par la SNCF lorsqu'elle ouvre l'exploitation de la section nord de la LGV Rhône-Alpes.